# Централни одбор српске четничке организације
Централни одбору српске четничке организације био је главни одбор Српске четничке организације, која је била активна за време борбе за Македонију (1903-1912), све до почетка Првог балканског рата. Одбор је стациониран у Београду.

## Историја
Септембра 1903. представници одбора из Београда, Врања, Скопља и Битоља формирали су Централни одбор српске четничке организације у Београду у који су ушли Лука Ћеловић, Милорад Гођевац, генерал Јован Атанацковић и мајор Петар Пешић, професори велике школе Љубомир Ковачевић и Љубомир Стојановић, Живан Живановић сенатор, рентијери и задужбинари Голуб Јанић и Никола Спасић. Одбор Живојина Рафајловића потчинио се новоствореном Централном одбору па је тако Врањски одбор постао извршни. Скопски и Битољски одбор такође су се потчинили Централном одбору и тиме је створена мрежа одбора и пододбора који су имали да се баве формирањем и слањем чета у Стару Србију и Македонију, њиховим снабдвањем, усмеравањем и уопште вођењем четничке акције. На оснивачком састанку донесен је статут а за председника организације изабран је генерал Атанацковић.

#### Задатак одбора
Задаци Централног одбора били су да:
- води револуционарну акцију и врши националну пропаганду на терену и у Србији
- именује шефове Горских штабова, војводе и четовође
- обезбеђује одсуства официрима и подофицирима који одлазе на терен од Војног министарства и то искључицо преко Министарства иностраних дела
- формира чете и обезбеђује их финансијски и материјално

## Основатељи Централног одбора
- Лука Ћеловић
- Милорад Гођевац
- генерал Јован Атанацковић
- мајор Петар Пешић
- професор Љубомир Ковачевић
- Живан Живановић
- Љубомир Стојановић
- Голуб Јанић са женом
- Никола Спасић